# Litigio de los Territorios Shawis
El Litigio de los Territorios Shawis fue una problemática que comenzó el 2011 con las demarcaciones que se realizaban durante el saliente gobierno de Alan García, este conflicto social se mantuvo prácticamente pacífico hasta el año 2015; año en que salieron los resultados del recorte territorial entre los departamentos peruanos de Loreto y San Martín ocasionando la negatividad por este último que actualmente se mantiene en disputa por 37 mil hectáreas con Loreto. después de la controversia limítrofe entre Loreto y San Martín donde casi todas las hectáreas pasaban a manos del Gobierno Regional de Loreto, provocando de esta forma que la autoridad máxima de San Martín Víctor Manuel Noriega se mostraba inconforme y provocará a protestas en Tarapoto y Moyobamba. Actualmente la región Loreto es la única región que firmó el acta de Acuerdos. 